# Boris Greverus
Boris Greverus (* 18. Dezember 1902 in Dworatzken; † nach 1964) war ein deutscher Sänger in der Stimmlage Tenor. Von 1933 bis 1936 nutzte er die Namensform Bodo Greverus.

## Leben und Wirken
Greverus stammte aus Russland, wuchs aber in Deutschland auf. In Berlin erhielt er kostenlosen Gesangsunterricht bei Ernst Grenzebach. Er debütierte als Sänger im Herbst 1929 am Nationaltheater Mannheim als Hermann in Tschaikowskys „Pique Dame“. Nach einer Saison am Stadttheater Essen ging er nach Prag und dann nach Graz. 1933 wurde er am Landestheater Wiesbaden engagiert. In jener Zeit trat er der NSDAP bei. Wegen vorgeworfener Homosexualität wurde er 1936 für 9 Monate inhaftiert und nach seiner Freilassung im selben Jahr entlassen. Er ging darauf nach Berlin an das Theater der Jugend. Von 1945 bis 1948 und nochmals in der Spielzeit 1950/51 war er Mitglied der Städtischen Oper in West-Berlin. 1961 wechselte Greverus an das Theater des Westens. 1964 setzte er sich zur Ruhe.

## Diskografie

### Ultraphon
Boris Greverus mit Mitgliedern des Orchesters der Städtischen Oper Berlin, Dirigent Selmar Meyrowitz.
- O weine nicht, Liu / Keiner schlafe aus: Turandot (Puccini). Best.-Nr. A 400 (Matrizennummern 10720 / 10721). Aufgenommen März 1930
- Der Lenz (Hildach) / Liebesfeier (Weingartner). Best.-Nr. A 400 (Matrizennummern 10722-1 / 10723-1). Aufgenommen März 1930
- Lasset sie glauben, daß ich in die Welt zog aus: Das Mädchen aus dem goldenen Westen  / Wo lebte wohl ein Wesen aus: Manon Lescaut (Puccini). Best.-Nr. A 486 (Matrizennummern 10928 / 10931). Aufgenommen Mai 1930. Schallplatte der Ultraphon

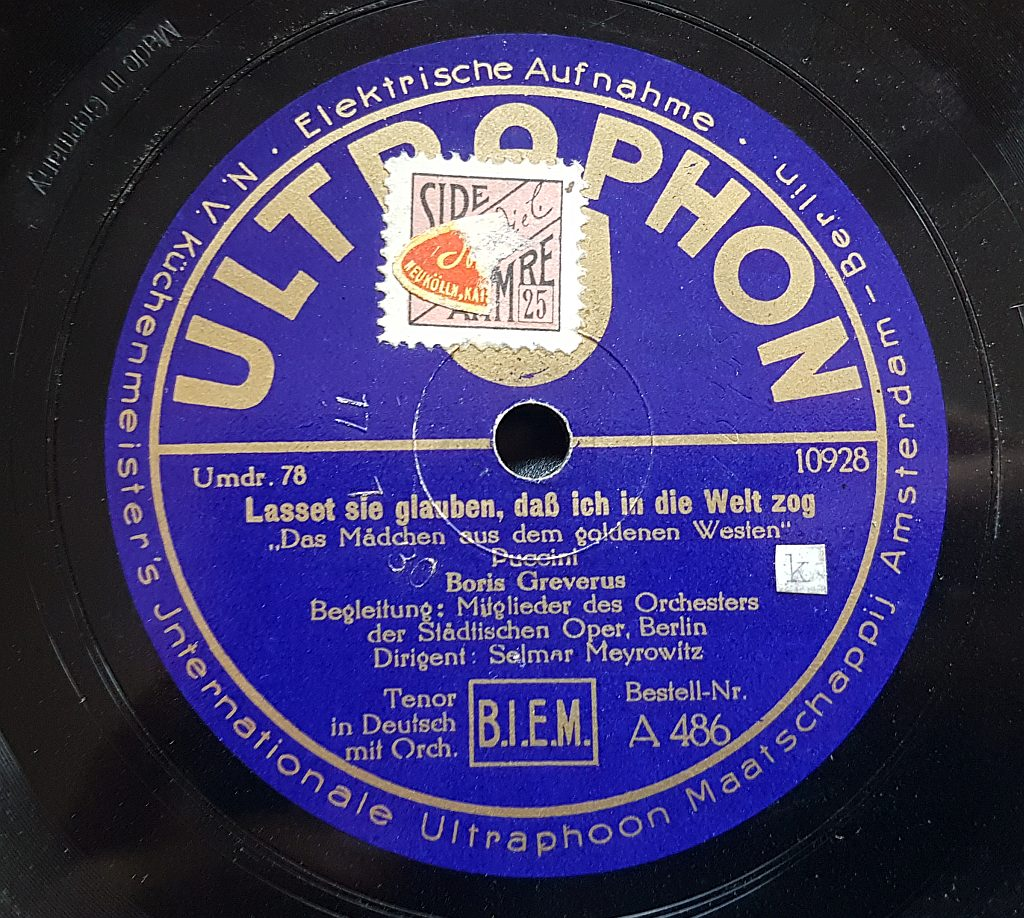
Schallplatte der Ultraphon

### Rundfunk (live)
- Don Carlos (Gesamtaufnahme) (Verdi). Mit Irma Demuth, Johanna Blatter, Dietrich Fischer-Dieskau, Boris Greverus (Don Carlos), Josef Greindl, Josef Hermann. Orchester der Städtischen Oper Berlin, Dirigent Ferenc Fricsay. Aufgenommen November 1948. Veröffentlicht auf verschiedenen CD-Labels.

### Philips
- My Fair Lady – Deutsche Originalaufnahme (Loewe). Mit Karin Hübner, Paul Hubschmidt, Alfred Schieske, Friedrich Schoenfelder, Rex Gildo, Boris Greverus. Orchester des Theater des Westens, Dirigent Franz Allers. Philips S08 644. Aufgenommen 1962 (Studio). (Besetzung der deutschsprachigen Erstaufführung vom 25. Oktober 1961).